# Plankinton
Plankinton és una població dels Estats Units a l'estat de Dakota del Sud. Segons el cens del 2000 tenia 601 habitants.

## Demografia
Segons el cens del 2000, Plankinton tenia 601 habitants, 265 habitatges, i 170 famílies. La densitat de població era de 357 habitants per km².
Dels 265 habitatges en un 25,3% hi vivien nens de menys de 18 anys, en un 53,2% hi vivien parelles casades, en un 7,5% dones solteres, i en un 35,5% no eren unitats familiars. En el 34,3% dels habitatges hi vivien persones soles el 20,4% de les quals corresponia a persones de 65 anys o més que vivien soles. El nombre mitjà de persones vivint en cada habitatge era de 2,27 i el nombre mitjà de persones que vivien en cada família era de 2,89.
Per edats la població es repartia de la següent manera: un 22,1% tenia menys de 18 anys, un 8% entre 18 i 24, un 23,1% entre 25 i 44, un 26% de 45 a 60 i un 20,8% 65 anys o més.
L'edat mediana era de 42 anys. Per cada 100 dones de 18 o més anys hi havia 91 homes.
La renda mediana per habitatge era de 32.019 $ i la renda mediana per família de 40.809 $. Els homes tenien una renda mediana de 26.645 $ mentre que les dones 19.531 $. La renda per capita de la població era de 15.611 $. Entorn del 3,5% de les famílies i el 6,2% de la població estaven per davall del llindar de pobresa.

## Poblacions més properes
El següent diagrama mostra les poblacions més properes.